# Yokote (stacja kolejowa)

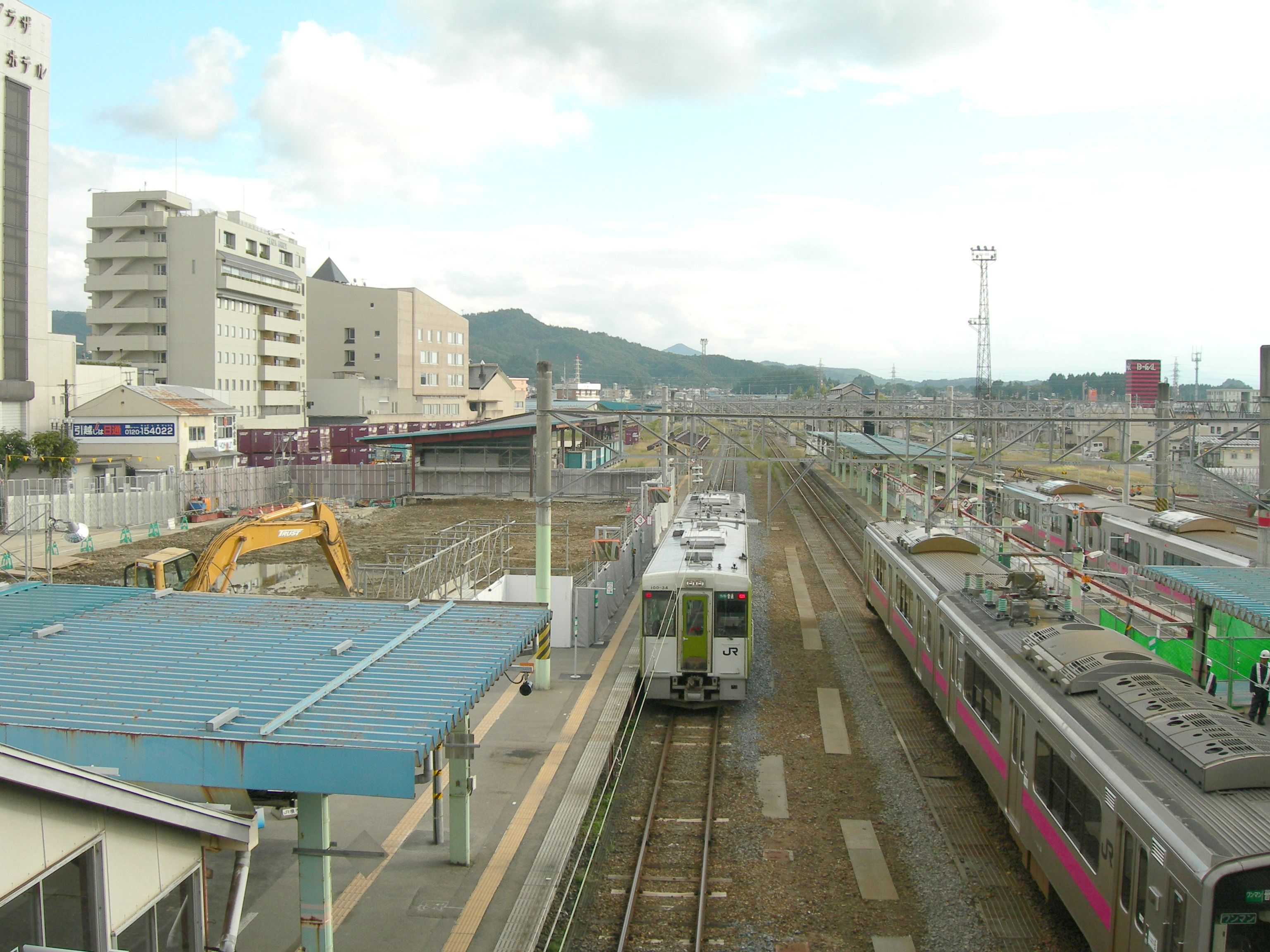
Widok z przejścia nadziemnego

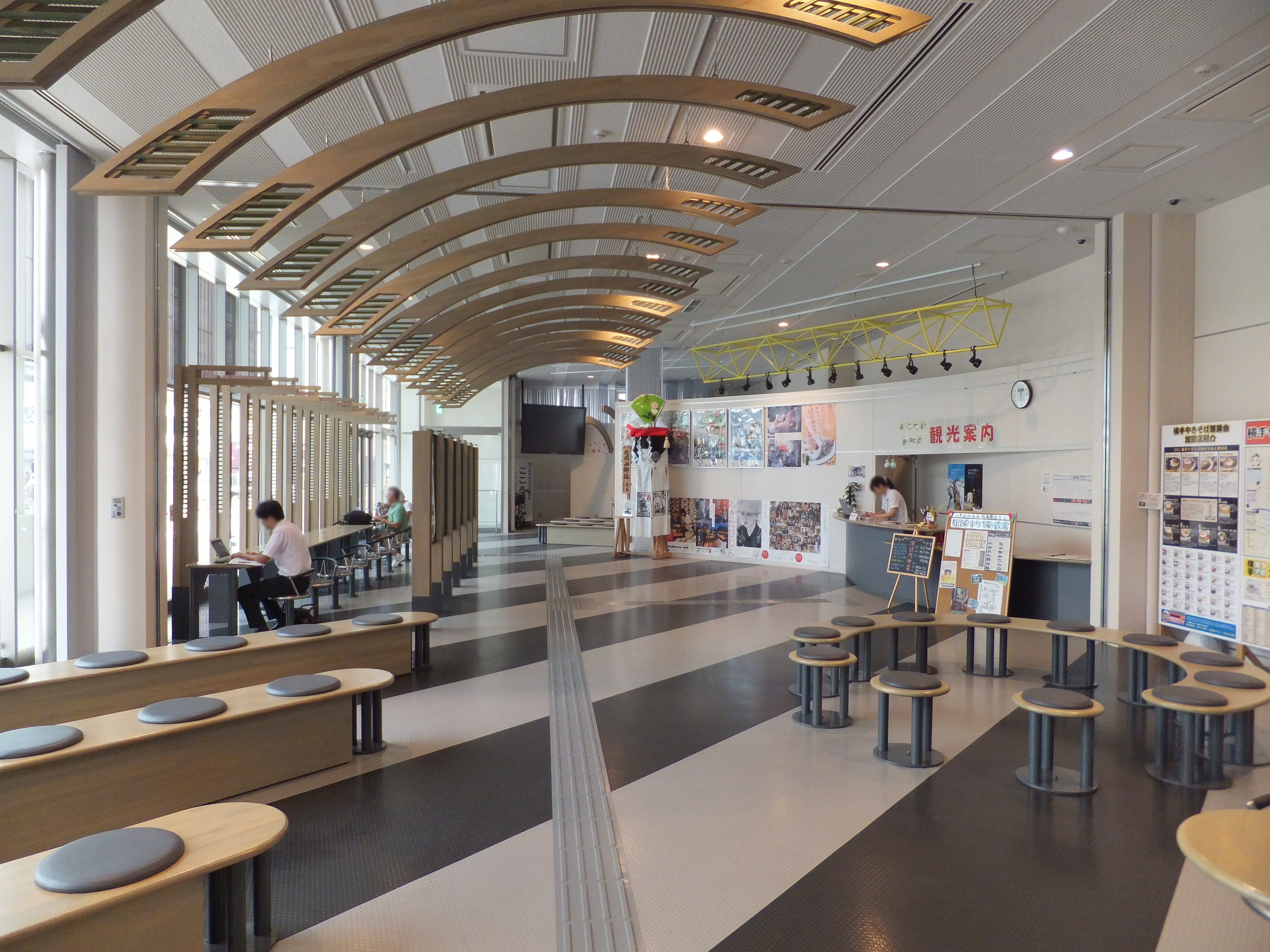
Centrum informacji turystycznej na stacji

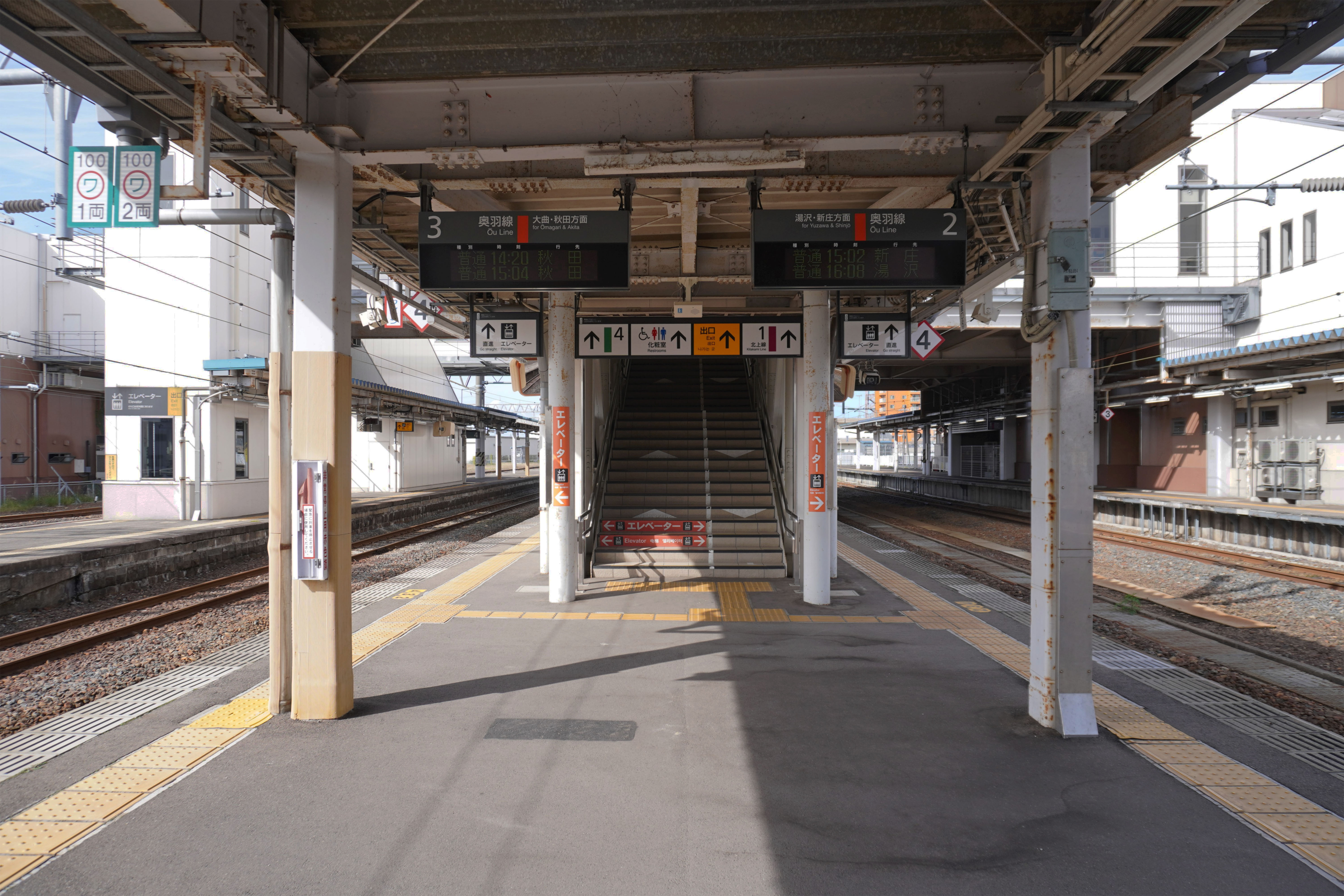
Perony

Yokote (jap. 横手駅 Yokote-eki) – stacja kolejowa w Yokote w prefekturze Akita.

## Położenie
Stacja położona jest na osiedlu Ekimae-chō.

## Linie kolejowe
Stacja znajduje się na linii Ōu-honsen, między stacjami Yanagita i Gosannen. Jest też końcową stacją linii Kitakami-sen, łączącej Yokote z Akita Shinkansen.

## Historia
Powstała 15 czerwca 1905 roku.